# NGC 5085
NGC 5085 (другие обозначения — ESO 508-50, MCG -4-32-5, UGCA 349, AM 1317-241, IRAS13175-2410, PGC 46531) — спиральная галактика (Sc) в созвездии Гидра.
Галактика имеет два симметричных спиральных рукава с пылевыми полосами.
Этот объект входит в число перечисленных в оригинальной редакции «Нового общего каталога».